# Aeretica euronia
Aeretica euronia is een tweekleppigensoort uit de familie van de Tellinidae. De wetenschappelijke naam van de soort is voor het eerst geldig gepubliceerd in 1908 door Hedley.